# Nieuw Engeland (Amsterdam)
Nieuw Engeland (ook wel New England Building) is een gebouw staande op de hoek van het Koningsplein 2-6 en Singel 468 in Amsterdam-Centrum.

## Eerste gebouw
Die hoek is al eeuwen bebouwd, de oorspronkelijke bebouwing is al allang verdwenen. In december 1898 werd bekend dat de "NV Maatschappij tot exploitatie van en-gros- en détailzaken" hier een gebouw wilde neerzetten ontworpen door architecten A. Jacot en Willem Oldewelt. Het gebouw kreeg de vestiging "Heeren- en kinder kleedingmagazijn Nieuw Engeland". Het Algemeen Handelsblad van 18 december 1898 had het over een fraai gebouw dat onderdak zou gaan bieden aan magazijn, winkels en kantoren. Nadruk werd daarbij gelegd op de zandstenen gevels en de grote glaspartijen. Voorts werd melding gemaakt van de hoogte van 32 meter, die werd bereikt dankzij een toren op de hoek. Ook de deels dragende constructie van ijzeren balken werd benoemd. Planning was destijds dat het terrein vanaf 2 januari 1899 bouwrijp gemaakt zou worden. Drie gebouwen (Singel 472, 474 en 476) moesten gesloopt worden om op 15 februari de eerste paalfundering te kunnen zetten. In begin september van dat jaar zou het worden opgeleverd. Het liep iets uit, maar op 23 september 1899 kon het gebouw geopend worden. De courant van 23 september 1899 omschreef het als opgetrokken uit escauzijnse hardsteen en Oberkirchner zandsteen, waarbij delen van de ijzerconstructie zichtbaar zijn. Ook hier werd nadruk gelegd op de grote raampartijen. Niet alleen werd gekeken dat voldoende licht dat de bedrijfsruimten kon bereiken, maar andersom ook; bij nacht zou de binnenverlichting naar buiten stralen. In het souterrain stond de technische installatie. Begane grond, eerste en tweede etage herbergden de winkels; werkplaatsen, kantoren en magazijnen waren daarboven gesitueerd. Het gebouw was voorzien van de nieuwste snufjes. Het had liften (alhoewel men aanraadde de trappen te gebruiken vanwege hun schoonheid), elektrisch licht, centrale verwarming en een huistelefoon. Het gebouw week met haar bouwstijl met tekenen van neobarok en art nouveau af van de aanpalende grachtenpanden. De hoofdingang was op de hoek gevestigd. Het gebouw was aan het Koningsplein slechts één huis diep. De koepel kent pilasters, vensters en friezen; verder is ze bekroond met een opengewerkte lantaarn en een gietijzeren balustrade.

## Uitbreidingen
Zaken gingen goed want in 1908 kon Nieuwe Engeland aankondigen dat uitbreidingen noodzakelijk waren. Daartoe waren twee gebouwen aan het Koningsplein aangekocht, voorheen dienende tot stallingsruimte van de Amsterdamsche Rijtuigmaatschappij. Bovendien had men ruimte weten te besparen door de eigen opwekking van elektriciteit over te doen aan de voorloper van het gemeente-energiebedrijf. Het zou echter tot 1914 duren voordat er daadwerkelijk tot nieuwbouw kon worden overgaan, waarbij ook het gebouw Singel 468 er aan moest geloven; Singel 470 was al gesneuveld tijdens een uitbreiding in 1904. Singel 468 werd vervolgens geïntegreerd. De nieuwbouw werd in dezelfde stijl opgezet, nu alleen naar ontwerp van Jacot, Oldewelt was in 1906 overleden en vervangen door August Zinsmeister. De uitbreidingen zijn duidelijk te herkennen; het speelse karakter van ronde vormen binnen de art-nouveau is verdwenen. Vensters werden rechthoekig uitgevoerd en er kwamen hoekige erkers.
Vanwege haar opvallend uiterlijk werd Nieuw Engeland een plaatsaanduiding in Amsterdam.

## Gebruikers
In de jaren zeventig was het bedrijf Londonair Costuums er gevestigd en was er in verlichting Nieuw Engeland op de gevel te zien. Tegelijkertijd was de hoofdingang al naar het Koningsplein verschoven; de originele entree in de afgerond hoek werd gebruikt als etalageruimte. In de jaren tachtig van de 20e eeuw was het enige tijd (deels) gekraakt, maar in 1990 vestigde Albert Heijn (The Fresh Company) zich op de begane grond. Er werd hier door de supermarktketen getest op langere openingsuren (dan van 8 tot 20 uur). Op 11 december 2001 werd het gebouw opgenomen in het monumentenregister. Vanaf 2018 werd het gebouw rigoureus verbouwd; er kwam deels een nieuwe fundering benodigd voor de bouw van een kelder onder het complex. Albert Heijn verhuisde naar de kelder en Victoria's Secret opende er haar vestiging in Amsterdam op de begane grond. Bovenverdiepingen werden omgebouwd tot kantoren en appartementen. Het gebouw is dan in eigendom van ASR Real Estate. In voorjaar 2023 sloot Victoria's Secret alweer haar deuren; etalageruiten waren geblindeerd.
De van de art-nouveau bekende zweepslaglijnen zijn terug te vinden in de bogen bij de raampartij op de begane grond, maar ook in de balustrade bij het torentje.

## Afbeeldingen

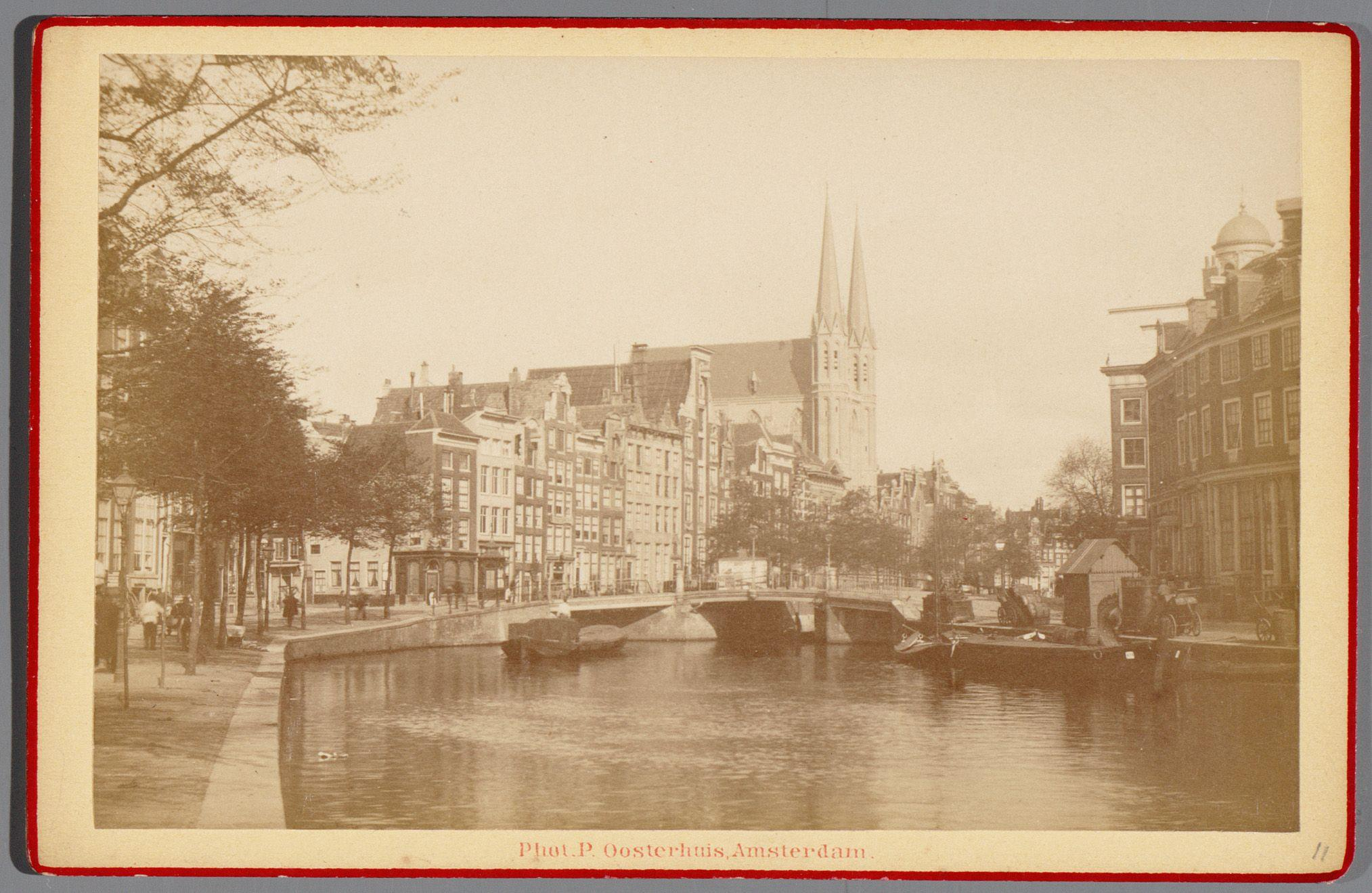
Pieter Oosterhuis legde de hoek in 1886 vast
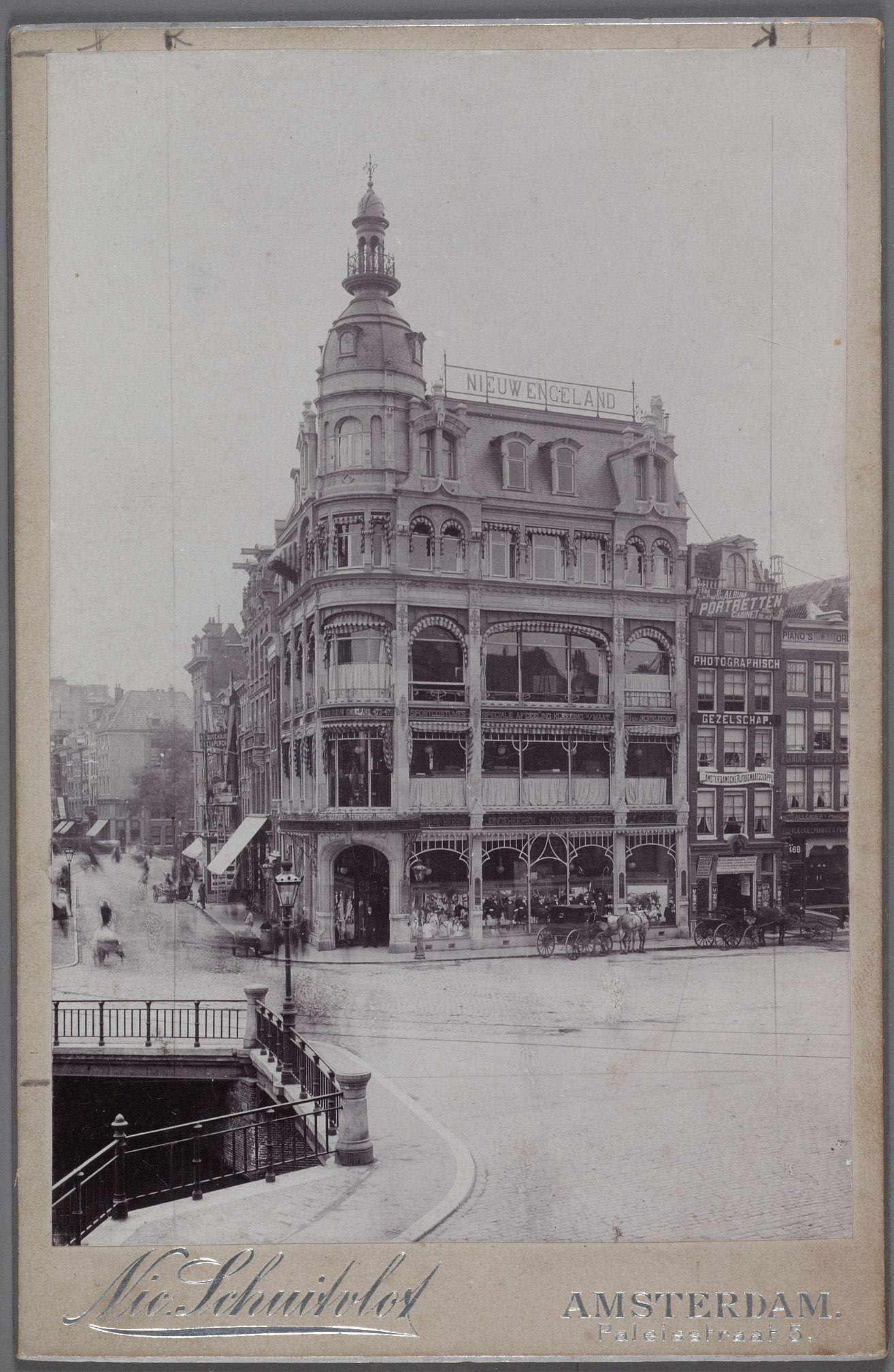
Het gebouw in de jaren nul van de 20e eeuw
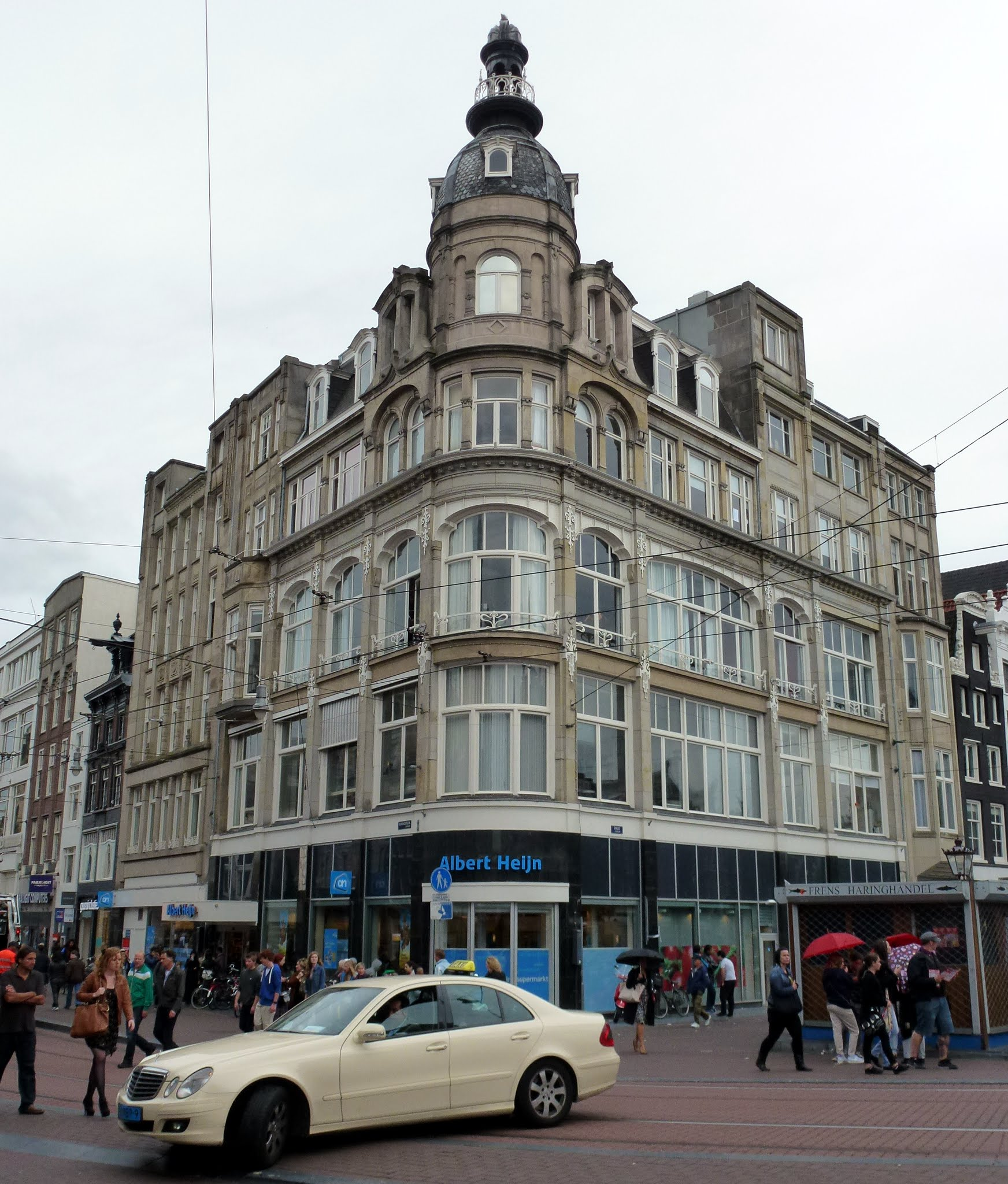
Het gebouw met Albert Heijn in 2012
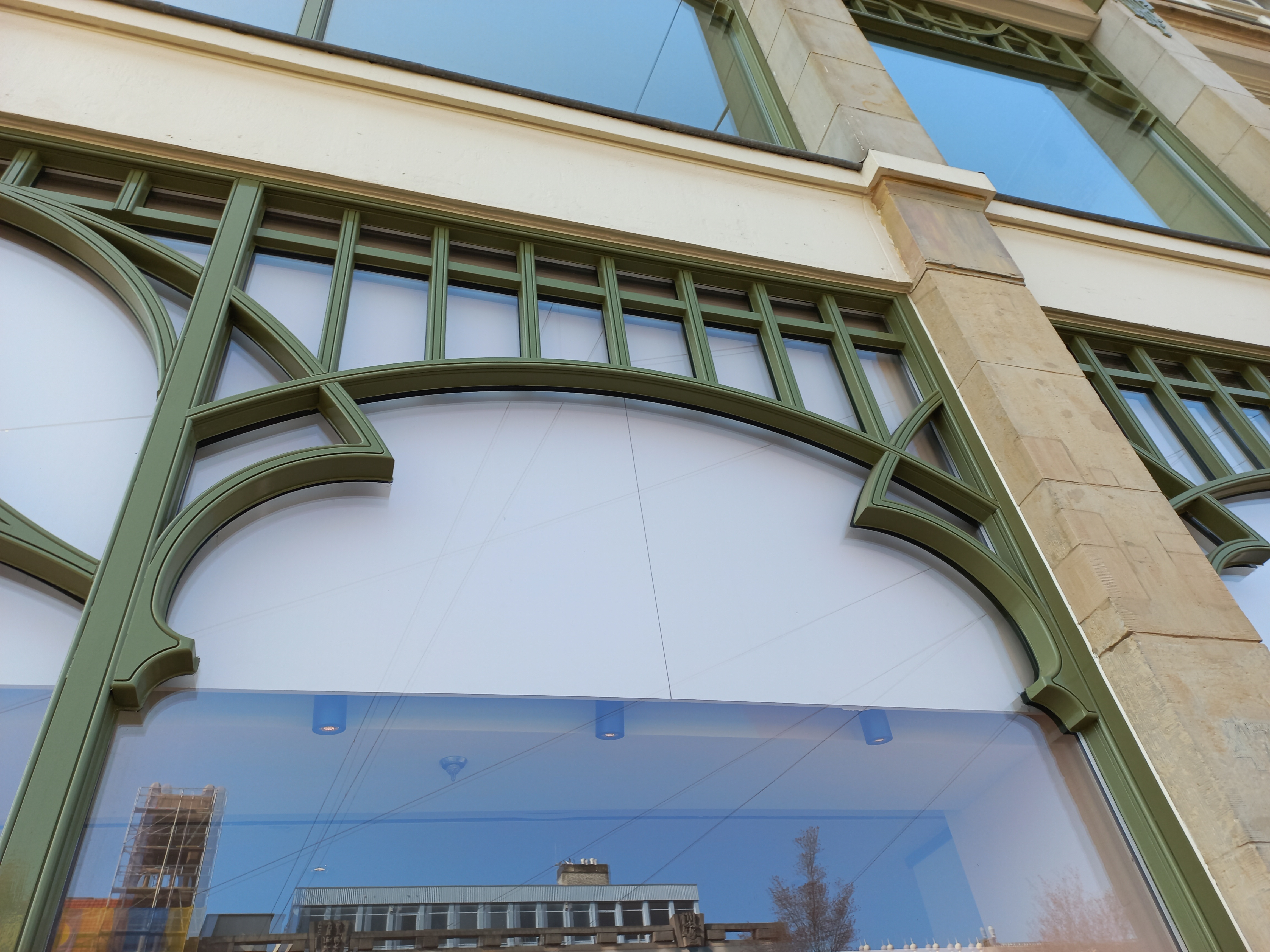
Zweepslaglijnen in 2022